# Musical Youth
Musical Youth é um grupo de pop e reggae britânico-jamaicano formado em 1979 em Birmingham, Inglaterra. O grupo, integrado por Dennis Seaton e pelos irmãos Michael Grant e Kelvin Grant; e Fredie "Junior" Waite e Patrick Waite, é normalmente lembrado pela música "Pass the Dutchie", indicada para o Grammy Award de 1982.

## Discografia

### Álbuns
- The Youth of Today (1982)
- Different Style (1983)

### Compilações
- Anthology (1994)
- The Best Of Musical Youth ... Maximum Volume (1995)
- The Best Of Musical Youth (20th Century Masters - The Millennium Collection) (2004)

### Singles
- "Pass The Dutchie" (1982)
- "Youth of Today" (1982)
- "Never Gonna Give You Up" (1983)
- "Heartbreaker" (1983)
- "Tell Me Why" (1983)
- "007" (1983)
- "Sixteen" (1984)
- "She's Trouble" (1984)